# Flégon de Trales
Flégon de Trales foi um escritor grego romanizado, ativo no século II.
Sua principal obra é Olimpíadas, um compêndio histórico em dezesseis volumes, tratando da história dos Jogos Olímpicos desde sua origem até o ano de 137. Também escreveu obras menores, entre elas o Livro das Maravilhas, sobre fatos bizarros e criaturas fantásticas, o Livro das Pessoas Velhas e Maravilhosas, uma lista de indivíduos que ultrapassaram os cem anos de idade, uma Descrição da Sicília, uma Topografia de Roma, um compêndio dos vencedores dos Jogos, e um livro sobre festivais romanos.
Segundo Fócio, ele era um liberto do imperador Adriano. Fócio criticou Flégon por listar nomes e conquistas dos vencedores olímpicos e dar muita importância a oráculos.